# Bruno Haunickel
Bruno Haunickel (* 4. September 1895 in Berlin; † 1. März 1985 in Weimar) war ein deutscher Maler und Grafiker.

## Leben und Werk
Haunickel war der Sohn eines Berliner Graveurs. Ab 1909 absolvierte er in Fürth eine Lehre als Dekorationsmaler und von 1911 bis 1914 besuchte er die Königliche Kunstgewerbeschule Nürnberg. Dann wurde er zum Deutschen Heer eingezogen und nahm als Soldat am Ersten Weltkrieg teil. Nach Kriegsende arbeitete er als freischaffender Gebrauchsgrafiker. Er erhielt u. a. Aufträge von Behörden. Haunickel stand der SPD zumindest nahe und schuf u. a. für die sozialdemokratischen Zeitschriften Der wahre Jacob, Lachen links und Volk und Zeit Karikaturen. 
Haunickel trug sich mit dem Gedanken auszuwandern und besuchte zur Vorbereitung Sprachkurse. 1929 wanderte er dann nach Kanada aus, wo er 1935 die Staatsbürgerschaft erhielt. Über sein Leben in Kanada fehlen Informationen.
1969 zog er in die DDR. Er arbeitete in Weimar als freischaffender Maler und Grafiker, vor allem als Radierer. Haunickel wurde Mitglied des Verbands Bildender Künstler der DDR und war 1979 und 1984 auf den Bezirkskunstausstellungen in Erfurt vertreten. 
Werke Haunickels befinden sich im Stadtmuseum Weimar, Korrespondenzen in der Handschriftenabteilung der Staatsbibliothek zu Berlin.

## Von Haunickel entworfene Plakate (Auswahl)
- Der holländische Bauer spricht: „Papier? Nein! . . .“ (um 1919; Auftrag der Zentrale für Heimatdienst)[5]
- So geht es Dir im Auslande ohne hinreichende Landes-, Sprach- und Fachkenntnisse (um 1920; Auftrag des Reichsamts für Einwanderung, Rückwanderung und Auswanderung)[6]

## Weblink
- https://www.deutschefotothek.de/documents/kue/70054082